# Dois pontos triangulares
O símbolo de dois pontos triangulares (ː) é utilizado pela Associação Fonética Internacional para indicar que o som imediatamente anterior é de longa duração.
Este símbolo, dentre outros, pode ser encontrado no alfabeto fonético internacional (IPA).

## Disponibilidade
O caractere está disponível em Unicode, e é descrito como modifier letter triangular colon (letra de modificação – dois pontos tringulares). Seu número de código é Unicode U+02D0 ː . Na falta deste símbolo, por vezes são utilizados os dois pontos.